# Beinwil am See
Beinwil am See (in einheimischer Mundart: Böiu, [ˈb̥œi̯ʊ]) ist eine Einwohnergemeinde im Schweizer Kanton Aargau. Sie gehört zum Bezirk Kulm, liegt im Seetal am Westufer des Hallwilersees und grenzt an den Kanton Luzern. Bis 1950 lautete die offizielle Bezeichnung der Gemeinde Beinwil (Bezirk Kulm).

## Geographie
Das lang gestreckte Dorf besteht aus mehreren Ortsteilen, die mit der Zeit zusammengewachsen sind. Der weitaus grösste Teil der Siedlung mit den Ortsteilen Hinterdorf, Vorstatt und Büel liegt auf einer schmalen Terrasse an den Osthängen des Ischlags und des Hombergs, rund siebzig Höhenmeter über dem Seespiegel. Zwischen diesen beiden Hügeln erstreckt sich ein flacher Ausläufer des Wynentals; der Übergang zwischen den beiden Tälern ist maximal 562 Meter hoch. Das Ufer des Hallwilersees ist weitgehend unverbaut, lediglich das kleine Unterdorf liegt direkt am See. Die fünf Dörfer Beinwil am See, Burg, Menziken, Reinach und Pfeffikon sind zu einer zusammenhängenden Agglomeration mit rund 20'000 Einwohnern verschmolzen, die Grenzen zwischen den einst getrennten Siedlungen sind kaum mehr erkennbar.
Die Fläche des Gemeindegebiets beträgt 382 Hektaren, davon sind 78 Hektaren bewaldet und 131 Hektaren überbaut. Der höchste Punkt befindet sich auf 660 Metern am Osthang des Hombergs, der tiefste auf 449 Metern am Ufer des Hallwilersees. Nachbargemeinden im Kanton Aargau sind Menziken im Südwesten, Reinach im Westen, Birrwil im Norden, Meisterschwanden im Nordosten und Fahrwangen im Osten. Auf der Luzerner Seite grenzt Beinwil im Südosten an Mosen sowie im Süden an Beromünster.

## Geschichte

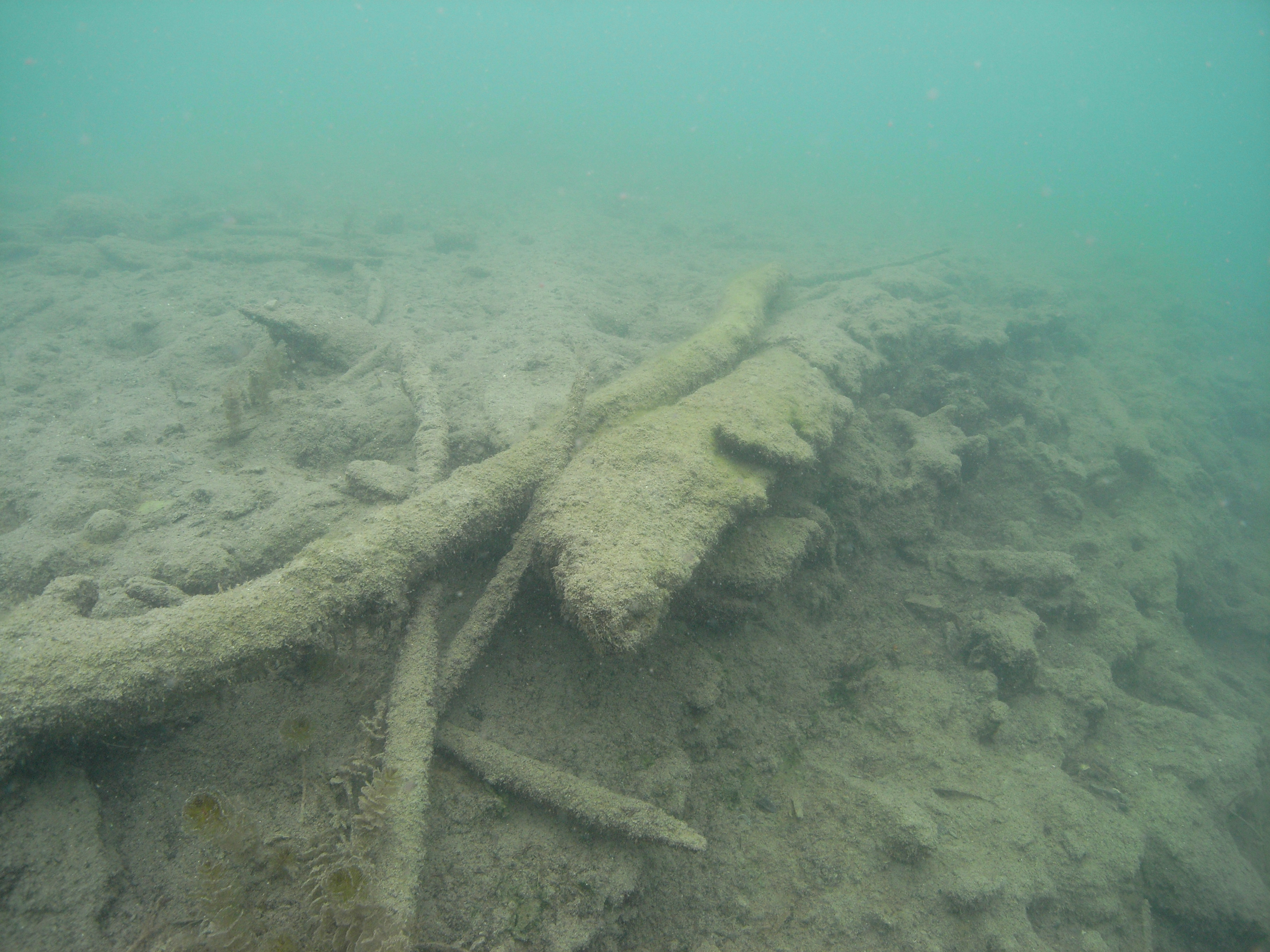
Fundplatz Beinwil am See–Ägelmoos: Haldensituation im Bereich der offen am Seegrund liegenden Kulturschicht im Jahr 2012

Im Jahr 1996 wurde im Gebiet Ägelmoos auf einer ufernahen Strandplatte eine Seeufersiedlung (Pfahlbaudorf) entdeckt (siehe Beinwil am See–Ägelmoos). Diese war vermutlich in der Jungstein-, Frühbronze- und Spätbronzezeit besiedelt, d. h. im Zeitraum zwischen 4500 v. Chr. und 850 v. Chr. Beinwil am See-Ägelmoos könnte somit zu den frühesten Seeufersiedlungen des Schweizer Mittellandes gehören. Die Siedlungsreste liegen heute (2019) im Hallwilersee vollständig unter Wasser. Als Schutzmassnahme wurden sie 2017 mit einer Geotextil- und einer Kies-Schicht zugedeckt. Seit 2011 ist der Fundplatz Teil des UNESCO-Welterbes «Prähistorische Pfahlbauten um die Alpen».
1928–1931 kamen bei Grabungen Mauerreste eines römischen Gutshofes zum Vorschein, daneben auch ein Ziegelstempel der 21. Legion und Terra-Sigillata-Gefässe des späten 2. Jahrhunderts. Die ersten schriftlichen Erwähnungen des Dorfs stammen aus dem 11. Jahrhundert (1045 vineta autem in … Peinuuilare … in Beinwile; 1036 id est Rinacha, Beinwile). Der Ortsname geht zurück auf eine Zusammensetzung aus einem althochdeutschen Personennamen Bāgo oder Beino/Peino und dem bei alamannischen Gründungen häufigen Hinterglied -wīlāri zur Bezeichnung neuer Hofsiedlungen.
Im Mittelalter lag das Dorf im Herrschaftsbereich der Grafen von Lenzburg, ab 1173 in jenem der Grafen von Kyburg. Nachdem diese ausgestorben waren, übernahmen die Habsburger im Jahr 1273 die Landesherrschaft und die Blutgerichtsbarkeit. Im Namen dieser Adelshäuser herrschten die erstmals 1153 erwähnten Herren von Beinwil über das Dorf. Das Geschlecht besass lediglich lokale Bedeutung und erlosch Mitte des 14. Jahrhunderts, der Standort ihrer Burg lässt sich nicht mehr genau feststellen.

Luftansicht (1962)

1415 eroberten die Eidgenossen den Aargau. Beinwil gehörte nun zum Untertanengebiet der Stadt Bern, dem so genannten Berner Aargau. Die niedere Gerichtsbarkeit war um 1300 zunächst an die Truchsessen von Wolhusen gelangt, im Jahr 1501 an das Chorherrenstift Beromünster. Schliesslich wurde sie 1520 durch Bern käuflich erworben, woraufhin Beinwil einen eigenen Gerichtsbezirk innerhalb des Amtes Lenzburg bildete. Die Zehnten und Bodenzinsen mussten grösstenteils weiterhin an Beromünster entrichtet werden, selbst nach Einführung der Reformation im Jahr 1528. Im März 1798 befreite sich die Bevölkerung mit Hilfe der einmarschierten französischen Truppen vom Joch der «Gnädigen Herren» von Bern, woraufhin die Franzosen die Helvetische Republik ausriefen. Beinwil gehört seither zum damals gegründeten Kanton Aargau.
Zwar hatte sich die Verarbeitung von Baumwolle bereits im 18. Jahrhundert etabliert, doch erst mit der Gründung der ersten Zigarrenfabrik im Jahr 1841 begann der wirtschaftliche Aufschwung. Am 3. September 1883 erhielt die Gemeinde einen Anschluss ans Eisenbahnnetz, als das erste Teilstück der Seetalbahn zwischen Luzern und Beinwil am See eröffnet wurde; die Verlängerung nach Lenzburg folgte am 15. Oktober desselben Jahres. Am 23. Januar 1887 nahm die Zweigstrecke nach Reinach den Betrieb auf. Zeitweise gab es im Dorf nicht weniger als zwanzig Zigarrenfabriken, doch im Verlaufe des 20. Jahrhunderts wurde die Tabakindustrie allmählich durch andere Branchen verdrängt. 1950 ersetzte die Gemeinde die bisherige Bezeichnung Beinwil (Bezirk Kulm) durch Beinwil am See.

## Sehenswürdigkeiten

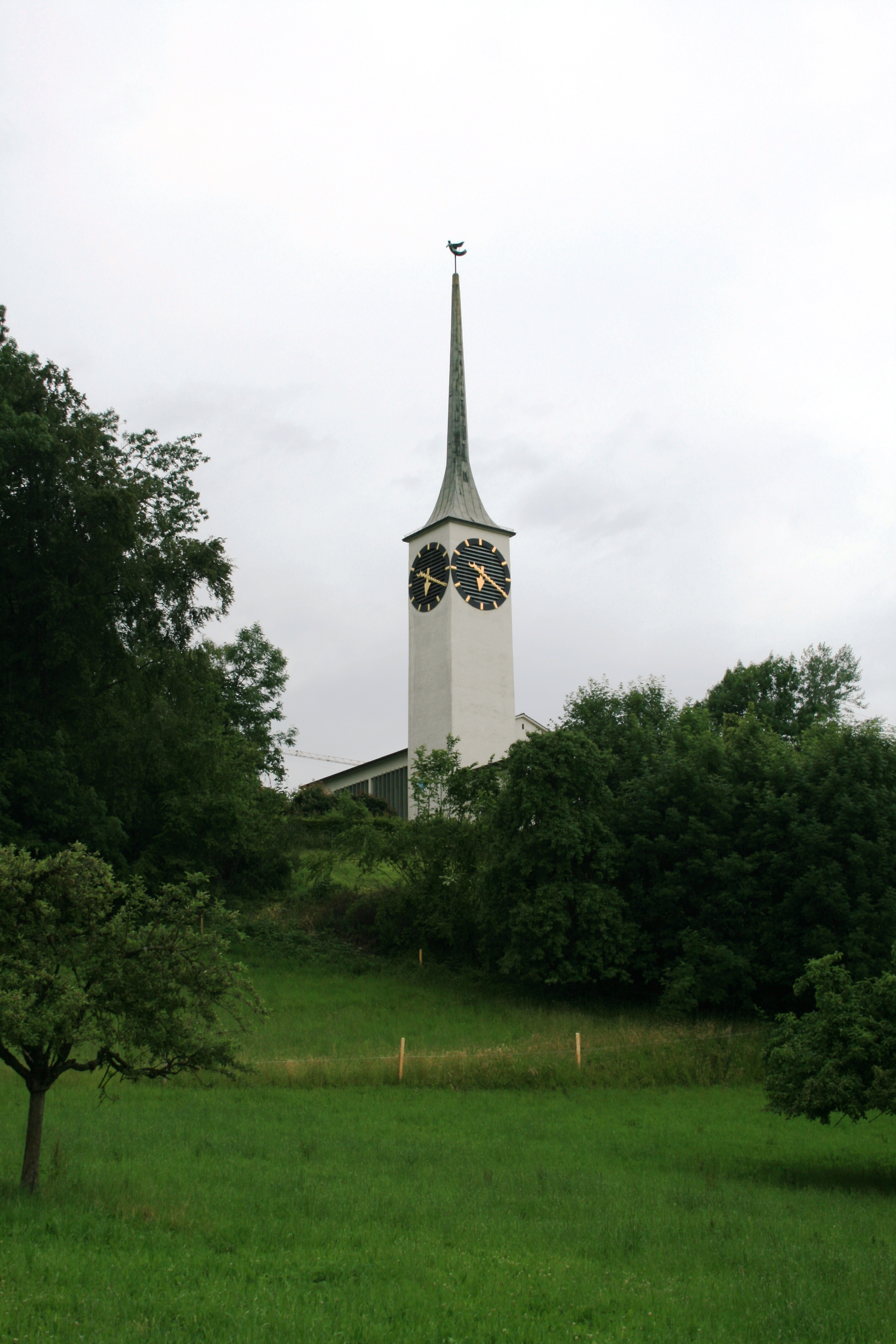
Reformierte Kirche

In Beinwil stehen zwei Kirchen neueren Datums. Die reformierte Kirche wurde erst 1935 eingeweiht, weil das Dorf seit der Einführung der Reformation bis 1932 der Pfarrei Reinach angehörte. Von der kleinen Kapelle, die 1852 abgebrochen worden ist, wurden einzelne Elemente für den Neubau übernommen.
Die römisch-katholische Kirche St. Martin, die zur Pfarrgemeinde Menziken-Reinach gehört, entstand 1964 nach einem Entwurf des Architekten  Hanns Anton Brütsch.

## Wappen
Die Blasonierung des Gemeindewappens lautet: «In Weiss schräglinke blaue Spitze.» Dabei handelt es sich um das Wappen der Herren von Beinwil. Das ursprüngliche, seit 1598 bestehende Wappen zeigte einen Kahn mit zwei Fährleuten auf dem See. Dieses Motiv liess sich heraldisch nie überzeugend umsetzen. Ab 1945 verzierten verschiedene örtliche Unternehmen ihre Verpackungen mit dem Wappen der Herren von Beinwil, welches sich rasch durchsetzte und 1952 offiziell eingeführt wurde.

## Bevölkerung
Die Einwohnerzahlen entwickelten sich wie folgt:
| Jahr      | 1558 | 1764 | 1850 | 1900 | 1930 | 1950 | 1960 | 1970 | 1980 | 1990 | 2000 | 2010 | 2020 |
| Einwohner | 85   | 641  | 1544 | 1831 | 2038 | 2271 | 2346 | 2520 | 2278 | 2393 | 2581 | 2840 | 3418 |

Am 31. Dezember 2023 lebten 3601 Menschen in Beinwil am See, der Ausländeranteil betrug 18,4 %. Bei der Volkszählung 2015 bezeichneten sich 42,7 % als reformiert und 21,0 % als römisch-katholisch; 36,3 % waren konfessionslos oder gehörten anderen Glaubensrichtungen an. 94,9 % gaben bei der Volkszählung 2000 Deutsch als ihre Hauptsprache an, 1,4 % Albanisch sowie je 0,7 % Italienisch und Serbokroatisch.

## Politik und Recht
Die Versammlung der Stimmberechtigten, die Gemeindeversammlung, übt die Legislativgewalt aus. Ausführende Behörde ist der fünfköpfige Gemeinderat. Er wird im Majorzverfahren vom Volk gewählt, seine Amtsdauer beträgt vier Jahre. Der Gemeinderat führt und repräsentiert die Gemeinde. Dazu vollzieht er die Beschlüsse der Gemeindeversammlung und die Aufgaben, die ihm vom Kanton zugeteilt wurden. Für Rechtsstreitigkeiten ist in erster Instanz das Bezirksgericht Kulm zuständig. Beinwil am See gehört zum Friedensrichterkreis IX (Unterkulm).

## Wirtschaft
In Beinwil am See gibt es gemäss der im Jahr 2015 erhobenen Statistik der Unternehmensstruktur (STATENT) rund 960 Arbeitsplätze, davon 3 % in der Landwirtschaft, 23 % in der Industrie und 74 % im Dienstleistungsbereich. Die wichtigsten Industriezweige sind die Herstellung von Confiserie, Zigarren und Möbeln sowie der Pumpen- und Motorenbau und die Baustoff-Prüftechnologie. Eine gewisse Bedeutung besitzt auch der Tourismus (Ausflugsverkehr auf dem Hallwilersee). Die meisten Erwerbstätigen sind Wegpendler und arbeiten im oberen Wynental (Reinach/Menziken).

## Verkehr

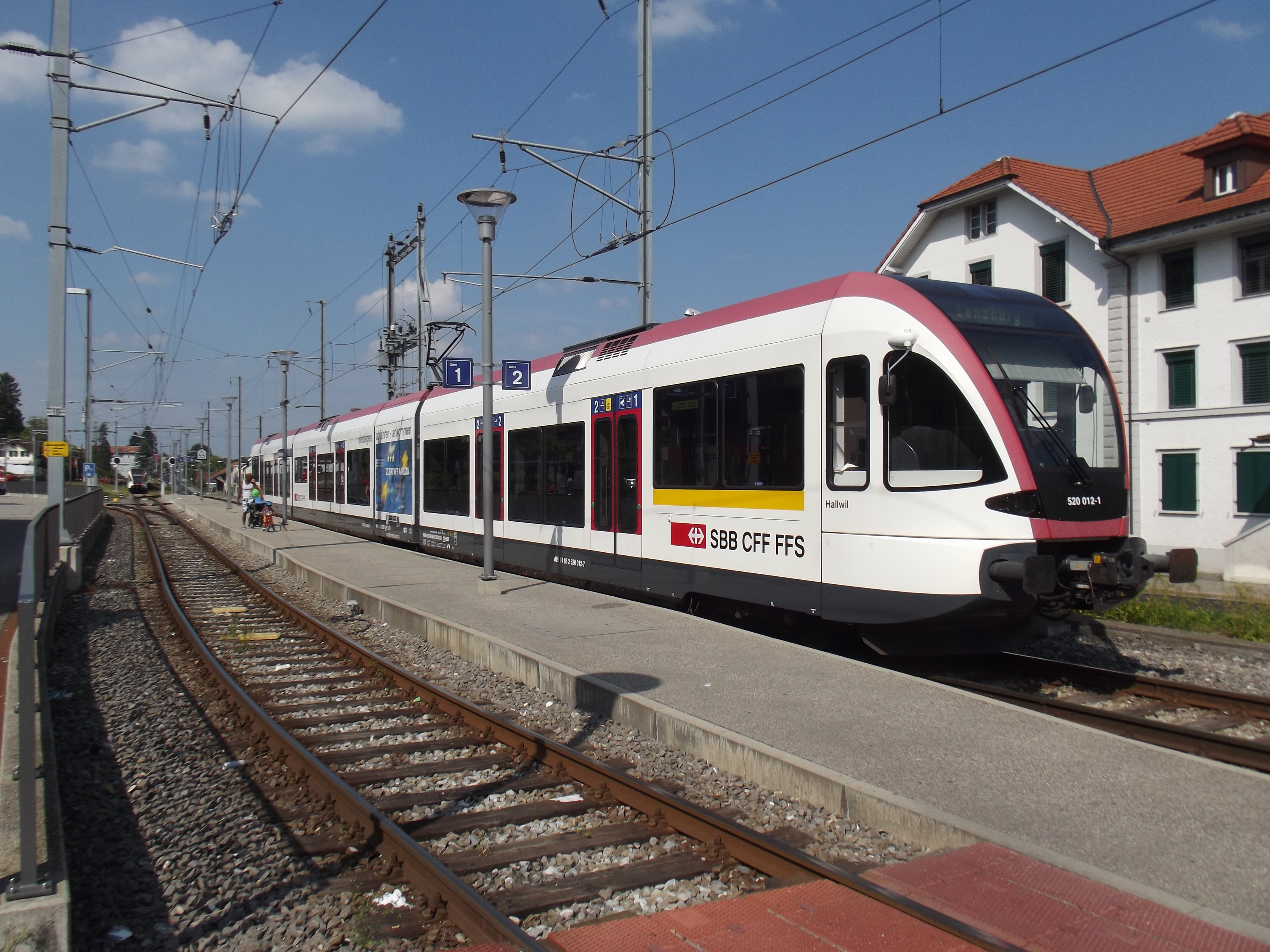
Bahnhof

Durch das Dorf verläuft die Hauptstrasse 26 von Lenzburg über Hochdorf nach Luzern. Von dieser zweigt die Kantonsstrasse 290 ins Wynental nach Reinach ab. Beinwil wird von der Seetalbahn der SBB erschlossen. Die Zweigstrecke nach Beromünster ist seit 1991 für den Personenverkehr und seit 1999 auch für den Güterverkehr geschlossen. An ihre Stelle traten zwei Postautolinien nach Beromünster und Sursee. Am Seeufer gibt es eine Anlegestelle der Schifffahrtsgesellschaft Hallwilersee.

## Bildung
Die Gemeinde verfügt über drei Kindergärten und zwei Schulhäuser, in denen die Primarschule unterrichtet wird. Alle Oberstufen (Realschule, Sekundarschule und Bezirksschule) können in Reinach besucht werden. Die nächstgelegenen Gymnasien sind die Alte Kantonsschule und die Neue Kantonsschule, beide in Aarau.

## Persönlichkeiten
- Burkhard (Birk) (gest. 18. Mai 1192), Pfarrer von Beinwil,[17] wurde wegen seines heiligmäßigen Lebens verehrt und sein Grab Ziel einer Wallfahrt.
- Beinwil am See ist der Bürgerort des früheren Bundesrates Hans-Rudolf Merz.
- Hier sind der Grafiker Herbert Leupin (1916–1999) und der Soziologe Ueli Mäder (* 1951) geboren.
- Der Pilot und Fahrzeugkonstrukteur Ludwig Weber wohnte von 1975 bis zu seinem Tod im Jahr 1991 in Beinwil am See und ist dort auch bestattet.
- Der Handballspieler Andreas Merz (* 1985) wurde hier geboren.